# Figanières
Figanières ist eine französische Gemeinde mit 2683 Einwohnern (Stand 1. Januar 2022) im Département Var in der Region Provence-Alpes-Côte d’Azur. Sie gehört zum Arrondissement Draguignan und ist Mitglied im Gemeindeverband Dracénie Provence Verdon Agglomération. Die Bewohner werden Figaniérois und Figaniéroises genannt.
Die Gemeinde erhielt 2023 die Auszeichnung „Zwei Blumen“, die vom Conseil national des villes et villages fleuris (CNVVF) im Rahmen des jährlichen Wettbewerbs der blumengeschmückten Städte und Dörfer verliehen wird.

## Geografie
Figanières liegt in der Provence, etwa 4,5 Kilometer nordöstlich von Draguignan in einer von bewaldeten Hügeln mit breiten Tälern geprägten Landschaft. Um die Ortschaft liegen die Wälder Cabre d'Or, La Clue, Saint-Val und Panisse.
Umgeben wird Figanières von den fünf Nachbargemeinden:
| Châteaudouble | Montferrat                                  |          |
|               | Kompassrose, die auf Nachbargemeinden zeigt | Callas   |
| Draguignan    |                                             | La Motte |

## Geschichte
Archäologische Funde dokumentieren die vorgeschichtliche und antike Besiedelung der Umgebung. Die Dolmen von Cabre d'Or stammen aus der Jungsteinzeit, bei Saint-Pons, Salettes und Buyedoux befanden sich gallo-römische Dörfer. Die Via Julia Augusta durchquerte Salettes.
Im 11. Jahrhundert erscheint der Name des heutigen Ortes als Figanera oder Figanigra erstmals in den Quellen um 1200 als Figanerie. Der Ort stand unter der Herrschaft der Grafen von Marseille und später bis ins 17. Jahrhundert unter der der Herren von Ventimiglia. Im 16. Jahrhundert wurde das Schloss zerstört.

### Bevölkerungsentwicklung
Noch zu Beginn der 1960er Jahre war Figanières eine Gemeinde mit weniger als 500 Einwohnern. Durch einen weit überdurchschnittlichen Zuwanderungsgewinn nahm die Bevölkerung bis zum Ende des Jahrtausends trotz einer im Schnitt negativen Geburtenbilanz teilweise rapide zu und überschritt die 2000-Bewohner-Marke.

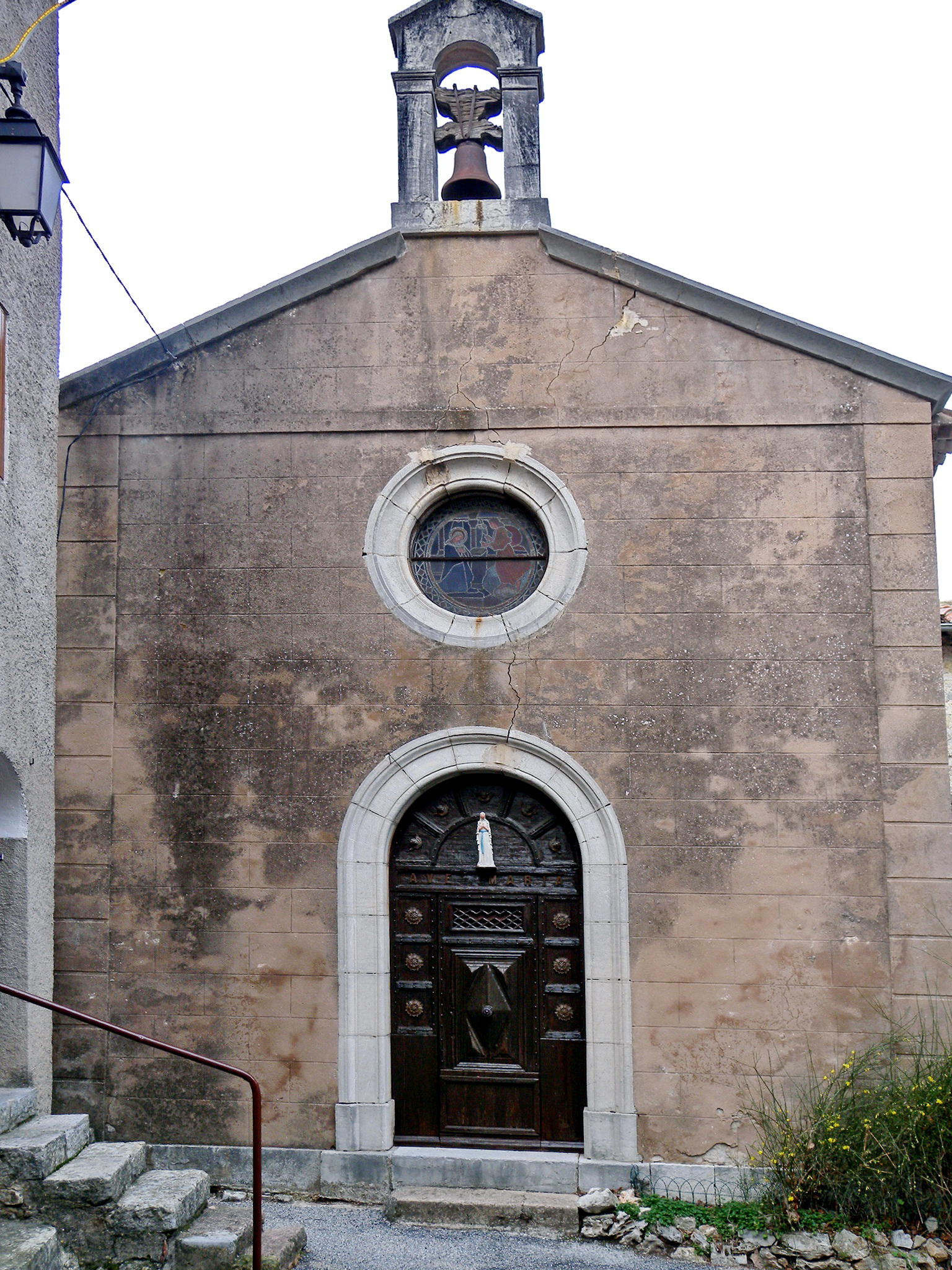
Kapelle Notre-Dame-de-l’Olivier

| Jahr                       | 1962 | 1968 | 1975 | 1982 | 1990 | 1999 | 2007 | 2013 | 2020 |
| Einwohner                  | 481  | 571  | 758  | 1176 | 1634 | 2230 | 2492 | 2594 | 2623 |
| Quellen: Cassini und INSEE |      |      |      |      |      |      |      |      |      |

## Kultur und Sehenswürdigkeiten
Das malerische mittelalterliche Dorf mit engen Gassen und alten Brunnen liegt auf einer Anhöhe um die Pfarrkirche Saint-Michel, die den Ort mit ihrem viereckigen Turm überragt. Vom mittelalterlichen Schloss der Herren von Ventimiglia sind noch Ruinen und ein Tor der Festungsmauer erhalten.
Die Votivkapelle Notre-Dame-de-l’Olivier entstand im 12. Jahrhundert. Sie befindet sich im Eigentum der Gemeinde und steht Seit 1946 als Monument historique unter Denkmalschutz.

## Persönlichkeiten
- Bertrand de Romans (um 1515–1579), Bischof von Fréjus, geboren in Figanières